# Томиславоваць
42°52′ пн. ш. 17°31′ сх. д. / 42.86° пн. ш. 17.51° сх. д.
Томиславоваць (хорв. Tomislavovac) — населений пункт у Хорватії, в Дубровницько-Неретванській жупанії у складі громади Стон.

## Населення
Населення за даними перепису 2011 року становило 104 осіб.
Динаміка чисельності населення поселення: